# Narciso Figueroa Sanabia
Narciso Figueroa Sanabia   (Aguadilla, 31 d'octubre de 1906 - Río Piedras, 4 de setembre de 2004) és considerat el "Pare de les Danzas Modernes".

## Biografia
Figueroa va ser el segon dels vuit germans nascuts de Jesús Figueroa i Carmen Sanabia a Aguadilla, Puerto Rico. Els seus pares van actuar en concerts i també van ser instructors de música. Criat en una família musicalment inclinada, no va ser cap sorpresa que finalment Figueroa i els seus germans i germanes es convertien en la base d'una de les majors dinasties musicals de Puerto Rico. Van rebre les seves primeres lliçons de música dels seus pares. Quan Figueroa tenia 10 anys, tocava el piano i el seu germà José tocava el violí davant del públic en directe, interpretant les sonates de Mozart i Beethoven.
Figueroa i els seus germans van anar a Espanya a estudiar música al Reial Conservatori de Música de Madrid. Va estudiar música i harmonia i quan es va graduar va guanyar dos premis, "Primer Premi en Piano" i "Música de Cámara". El director del Conservatori va convidar Figueroa i el seu germà Jaime (Kachiro) en una gira musical per Espanya, Portugal i Àfrica. No cal dir que els germans van aprofitar aquesta oportunitat. Figueroa va anar a París després de la gira i es va matricular a l'Escola Normal de Música sota la tutela d'Alfred Cortat.
Darrers anys
El 27 d'abril de 1997, Figueroa va ser inclòs al Saló de la Fama dels Compositors de Danza porto-riquenys, situat a la ciutat de San German, Puerto Rico. L'Institut Porto-riqueny de Cultura va dedicar la setmana de 1997 de la danza a Figueroa. Narciso Figueroa va morir a casa seva a Rio Piedras, Puerto Rico el 4 de setembre de 2004 a l'edat de 98 anys.
Llegat
Els descendents de la família Figueroa han continuat la tradició musical familiar. Guillermo Figueroa Jr., Narciso Figueroa Jr. i Rafael Figueroa Jr. pertanyen a la Metropolitan Opera Orchestra i són els primers presidents del Metropolitan Opera House. Guillermo Jr., que també és director de la Simfònica de Puerto Rico, és el líder del "Quartet Figueroa", que és considerat el quartet oficial de cambra de Puerto Rico. El quartet inclou Guillermo Jr. i Narciso Jr. en els violins, Rafael Jr. al violoncel i com a pianista Ivonne Figueroa. La novel·lista Mayra Montero va escriure una novel·la titulada "Vana Ilusión" basada en la vida i els temps de Narciso Figueroa.

## Carrera musical
Figueroa va tornar a Puerto Rico el 1940 després d'entretenir el públic de tot Europa. A l'illa va formar els germans Figueroa Quintet. Narciso tocava el piano, José tocava el primer violí, Jaime tocava el segon violí, Guillermo la viola i Rafael el violoncel. Les seves germanes, Leonor, Carmelina i Angelina de vegades hi participarien. Durant aquest temps, Figueroa també va ser nomenat professor i director del departament de piano del Conservatori de Música de Puerto Rico, càrrec que va ocupar durant molts anys.
El 1959, va publicar "Canciones de Puerto Rico", que contenia algunes de les seves composicions basades en el folklore de Puerto Rico. A Figueroa se li atribueix la modernització de les danzas porto-riquenyes i, per tant, és conegut com el "Pare de les Danzas Modernes".

## Obra
Va compondre les següents danzas:
- Añoranzas - (Què trobo a faltar)
- Danza negra para piano y voz - (Danza negra per a piano i veu)
- Me voy pa' Niu Yol - (Vaig a Nue YorK)
- Recuerdos - (Memòries)
- Ilusion

També va compondre els següents temes nadalencs:
- Aguinaldo Jíbaro
- Camí de Belen
- El Arbol de Navidad
- El pobre zapatero
- Preu mitjà per nit
- Soy un pobre Jíbaro